# Marchese di Camarasa

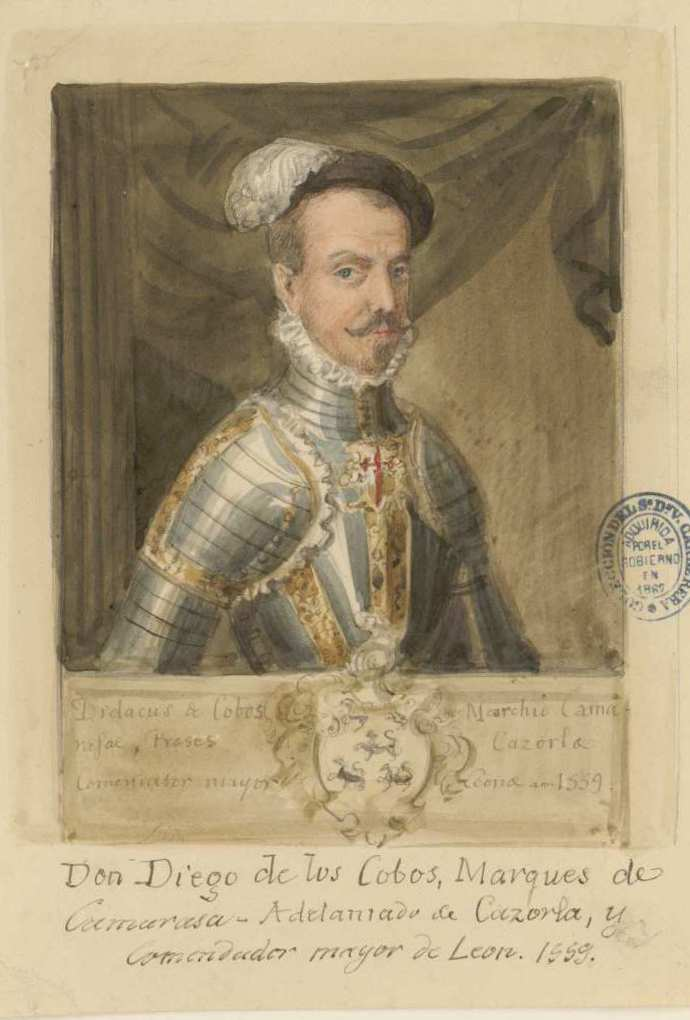
Diego de los Cobos, I marchese.

Il marchesato di Camarasa è un titolo nobiliare spagnolo, creato dal re Carlo V il 18 febbraio del 1543 a favore di Diego de los Cobos, figlio di Francisco de los Cobos, segretario di Stato del monarca, come regalo per il suo matrimonio con Francisca Luisa Luna y Mendoza, signora di Camarasa, Ricla, Alfamén, Villafeliche, ecc. Il suo nome si riferisce al comune catalano di Camarasa in Provincia di Lleida. La Casa de los Cobos deteneva nel regno di Jaén le corti di Canena, Jimena, Sabiote e Torres. Oggi, questo titolo è stato aggregato al casato di Medinaceli.

## Marchesi di Camarasa
- Diego de los Cobos, I marchese di Camarasa (1543-1575);
- Francisco Manuel de los Cobos y Luna, II marchese di Camarasa (1575-1616);
- Diego de los Cobos Guzmán y Luna, III marchese di Camarasa (1612-1645)
- Manuel de los Cobos y Luna, IV marchese di Camarasa (1646-1668);
- Baltasar Gómez Manrique de Mendoza de los Cobos y Luna, V marchese di Camarasa (1668-1715);
- Miguel Baltasar Sarmiento de los Cobos, VI marchese di Camarasa (1715-1733);
- María Micaela Gómez de los Cobos, VII marchesa di Camarasa (1733-1761);
- Leonor Gómez de los Cobos, VIII marchesa di Camarasa (1761-1762);
- Isabel Rosa de los Cobos y Luna, IX marchesa di Camarasa (1762-1773);
- Baltasara de los Cobos y Luna, X marchesa di Camarasa (1773-1791);
- Domingo Gayoso de los Cobos, XI marchese di Camarasa (1791-1803);
- Joaquín María Gayoso de los Cobos y Bermúdez de Castro, XII marchese di Camarasa (1803-1849);
- Francisca de Borja Gayoso Téllez-Girón de los Cobos Luna y Mendoza, XIII marchesa di Camarasa (1849-1860);
- Jacobo Gayoso de los Cobos Téllez-Girón, XIV marchese di Camarasa (1860-1871);
- Francisca de Borja Gayoso de los Cobos y Sevilla, XV marchese di Camarasa (1871-1926);
- Ignacio Fernández de Henestrosa y Gayoso de los Cobos, XVI marchese di Camarasa (1926-1948);
- Victoria Eugenia Fernández de Córdoba, XVII marchesa di Camarasa (1948-2013).
- Victoria von Hohenlohe-Langenburg, XVII marchesa di Camarasa (2018-attuale titolare)